# Claus Peymann
Claus Peymann (7. červenec 1937, Brémy – 16. července 2025) byl německý divadelní režisér.

## Život a dílo
Poté, co složil roku 1956 maturitu v Hamburku, studoval na univerzitě germanistiku, literární a divadelní vědu. V roce 1986 převzal vedení vídeňského Burgtheateru.
Upozornil na sebe uváděním divadelních her slavného rakouského dramatika Thomase Bernharda.
Claus Peymann zemřel ve svém domě 16. července 2025 ve věku 88 let po dlouhé nemoci.